# Nam Khánh Vĩnh
Nam Khánh Vĩnh là một xã thuộc tỉnh Khánh Hòa, Việt Nam.

## Lịch sử
Ngày 16 tháng 6 năm 2025, Ủy ban Thường vụ Quốc hội ban hành Nghị quyết số 1667/NQ-UBTVQH15 về việc sắp xếp các đơn vị hành chính cấp xã của tỉnh Khánh Hòa năm 2025 (có hiệu lực từ ngày 16 tháng 6 năm 2025). Trong đó, hợp nhất các xã Cầu Bà, Khánh Thành, Liên Sang và Sơn Thái thành xã Nam Khánh Vĩnh.

## Địa lý
Xã Nam Khánh Vĩnh có ranh giới với các xã:
- Phía Bắc giáp xã Tây Khánh Vĩnh
- Phía Nam giáp các xã Tây Khánh Sơn và Bác Ái Tây
- Phía Đông giáp xã Khánh Vĩnh
- Phía Tây giáp tỉnh Lâm Đồng

Xã có diện tích 197,13 km², dân số năm 2025 là 10.271 người, mật độ dân số đạt 52 người/km².